# Matthew Jarvis
Matthew Thomas Jarvis (Middlesbrough, Inglaterra, 22 de mayo de 1986) es un exfutbolista británico que jugaba de centrocampista.

## Selección nacional
El 29 de marzo de 2011 jugó su único partido con la selección de Inglaterra, un amistoso frente a Ghana que finalizó en empate a uno.

## Clubes
| Club                          | País       | Año       |
| ----------------------------- | ---------- | --------- |
| Gillingham F. C.              | Inglaterra | 2003-2007 |
| Wolverhampton Wanderers F. C. | Inglaterra | 2007-2012 |
| West Ham United F. C.         | Inglaterra | 2012-2015 |
| Norwich City F. C.            | Inglaterra | 2015-2019 |
| Walsall F. C. (cedido)        | Inglaterra | 2019      |
| Woking F. C.                  | Inglaterra | 2020-2021 |